# Alfred Moquin-Tandon
Christian Horace Benedict Alfred Moquin-Tandon (Montpeller, 7 de maig del 1804 - París, 15 d'abril del 1863) va ser un naturalista francès i escriptor en occità.
Moquin-Tandon va ser professor de zoologia a Marsella des de 1829 fins a 1833, quan va ser nomenat professor de botànica i director del jardí botànic de Tolosa de Llenguadoc. El 1850, el govern francès l'envià a Còrsega per estudiar la flora de l'illa. El 1853 abandonà les seves funcions de Tolosa i es traslladà a París, on el mateix any ocupà la càtedra d'història natural medicinal a la Facultat de Medicina de París i el 1854 esdevingué membre de l'Acadèmia Francesa de les Ciències.
Les seves obres inclouen L'Histoire naturelle des îles Canaries (1835–44), coautor amb Philip Barker Webb i Sabin Berthelot.
Una de les seves especialitats va ser la família Amaranthaceae.